# Dichochrysa clathrata
Dichochrysa clathrata är en insektsart som först beskrevs av Schneider 1845.  Dichochrysa clathrata ingår i släktet Dichochrysa och familjen guldögonsländor. Inga underarter finns listade i Catalogue of Life.